# Orinentomon greenbergi
Orinentomon greenbergi är en urinsektsart som först beskrevs av Josef Nosek 1980.  Orinentomon greenbergi ingår i släktet Orinentomon och familjen lönntrevfotingar. Inga underarter finns listade i Catalogue of Life.